# Thérèse Desqueyroux (film din 1962)
Thérèse Desqueyroux (titlul original: în franceză Thérèse Desqueyroux) este un film dramatic francez, realizat în 1962 de regizorul Georges Franju, după romanul omonim din 1927 al scriitorului François Mauriac. Protagoniștii filmului sunt actorii Emmanuelle Riva, Philippe Noiret și Sami Frey.

## Rezumat
Thérèse Desqueyroux, acuzată că a încercat să-și otrăvească soțul Bernard, obține o anulare, grație mărturiei victimei. În timpul călătoriei care o aduce înapoi la Argelouse, moșia lor, Thérèse încearcă să pregătească o mărturisire totală pe care simte că o datorează lui Bernard. Dar „unde este începutul actelor noastre?” Ce cale a condus-o de la adolescența pierdută la această moarte administrată încet soțului ei? Cu siguranță că nu pentru a moșteni imensa proprietate a turnat puțin prea mult lichior de Fowler în paharul soțului ei. Dar de ce? Ea evocă numeroasele motive care i-au determinat acțiunea, de la prietenia sau gelozia pe care Anne, prietena din copilărie, i-a inspirat-o, până la asigurarea autoritară a soțului ei în cadrul sufocant al clanului familiei. Ei locuiesc într-un conac de țară izolat, înconjurat de servitori. La începutul căsătoriei ei, singurele ei mângâieri sunt pasiunea pentru pădurea de pini a lui Bernard, care a fost motivul ei principal pentru a se căsători cu el, și dragostea pentru cumnata ei și sora vitregă a lui Bernard, Anne.
Thérèse ajunge la Argelouse, îl găsește pe Bernard care nu s-a gândit niciodată să înțeleagă sau să ierte. Totdeauna a acționat doar pentru a apăra onoarea numelui, ca atare el amenință și își dictează ordinele. În ochii lumii, Thérèse va trebui să pară nevinovată, dar va fi de fapt sechestrată în camera ei, și lipsită de prezența micuței ei fiice Marie. După nunta Annei, când totul va fi în ordine, Bernard isi eliberează sotia...

## Distribuție
- Emmanuelle Riva – Thérèse Desqueyroux
- Philippe Noiret – Bernard Desqueyroux
- Sami Frey – Jean Azevedo
- Hélène Dieudonné – tante Clara
- Édith Scob – Anne de Latrave
- Jacques Monod – Maître Duros
- Lucien Nat – M. Larroque
- Renée Devillers – dna. de Latrave
- Jeanne Pérez – Balionte
- Richard Saint-Bris – M. de Latrave

## Premii
- 1962 – Al 23-lea Festival de Film de la Veneția
  - Cupa Volpi pentru cea mai bună interpretare feminină lui Emmanuelle Riva